# Могилёв (аэропорт)
Могилёв — аэропорт одноимённого города в Беларуси.
В 1998 году аэропорту присвоен статус международного. Имеется пограничный, таможенный и санитарно-карантинный контроль.
В 2002 году проведена реорганизация Государственного предприятия «Аэропорт Могилёв», он вошёл в состав РУП «Белаэронавигация».
До 1954 года был военным аэродромом. Размещался близ бывшего предместья Луполово.

## Принимаемые типыВС
Ан-12, Ан-24, Ан-26, Ан-28, Ан-30, Ан-32, Ан-72, Ан-74, Ил-62, Ил-76, Ил-114, Л-410, Ту-134, Ту-154, Як-40, Як-42, Airbus A319, Airbus A320, Airbus A321, Boeing 737, Boeing 757 и др. типы ВС 3-4 класса, вертолёты всех типов. Максимальная взлетная масса воздушного судна 196 тонн. Классификационное число ВПП (PCN) 21/R/C/X/T.
По состоянию на июнь 2013 года проводится реконструкция аэровокзала и взлётно-посадочной полосы (с доведением её размеров до 2620 × 42 м), после окончания которой аэропорт сможет принимать самолёты массой до 350 тонн. Стоимость работ составит 52 миллиарда белорусских рублей.